# Texas Tennis Classic 2023
Il Texas Tennis Classic 2023 è stato un torneo maschile di tennis giocato sul cemento. È stata la 1ª edizione del torneo, facente parte della categoria Challenger 75 nell'ambito dell'ATP Challenger Tour 2023. Si è giocato al Hurd Tennis Center di Waco, negli Stati Uniti, dal 27 febbraio al 5 marzo 2023.

## Partecipanti

### Teste di serie
| Nazionalità   | Giocatore            | Ranking* | Testa di serie |
| ------------- | -------------------- | -------- | -------------- |
| Australia     | Jordan Thompson      | 93       | 1              |
| Australia     | Rinky Hijikata       | 117      | 2              |
| Stati Uniti   | Aleksandar Kovacevic | 124      | 3              |
| Italia        | Mattia Bellucci      | 149      | 4              |
| Germania      | Maximilian Marterer  | 159      | 5              |
| Croazia       | Borna Gojo           | 160      | 6              |
| Taipei cinese | Wu Tung-lin          | 164      | 7              |
| Francia       | Alexandre Müller     | 170      | 8              |

* Ranking al 20 febbraio 2023.

### Altri partecipanti
I seguenti giocatori hanno ricevuto una wild card per il tabellone principale:
- Ryan Harrison
- Toby Kodat
- Aleksandar Kovacevic

Il seguente giocatore è entrato in tabellone con il ranking protetto:
- Alex Bolt

I seguenti giocatori sono entrati in tabellone come special exempt:
- Borna Gojo
- Alex Michelsen

I seguenti giocatori sono passati dalle qualificazioni:
- Filip Misolic
- Ulises Blanch
- Aziz Dougaz
- Coleman Wong
- Keegan Smith
- Shintaro Mochizuki

Il seguente giocatore è entrato in tabellone come lucky loser:
- Elmar Ejupovic

## Punti e montepremi
| Torneo    | Torneo              | V      | F     | SF    | QF    | 2T    | 1T  | Q | Q2  | Q1  |
| Singolare | Punti               | 75     | 50    | 30    | 16    | 7     | 0   | 4 | 2   | 0   |
| Singolare | Premi in denaro ($) | 10 840 | 6 355 | 3 780 | 2 200 | 1 300 | 780 | – | 390 | 200 |
| Doppio    | Punti               | 75     | 50    | 30    | 16    | –     | 0   | – | –   | –   |
| Doppio    | Premi in denaro ($) | 4 645  | 2 700 | 1 630 | 965   | –     | 545 | – | –   | –   |

## Campioni

### Singolare
Aleksandar Kovacevic ha sconfitto in finale  Alexandre Müller con il punteggio di 6–3, 4–6, 6–2.

### Doppio
Ivan Sabanov /  Matej Sabanov hanno sconfitto in finale  Evan King /  Mitchell Krueger con il punteggio di 6–1, 3–6, [12–10].